# Funktionsharmonisk analyse
Funktionsharmonisk analyse er en analyseteknik inden for musik. Teknikkens mål er at placere og beskrive akkorder i henhold til hinanden. Den tonale kadence i dur indeholder samtlige toner i en dur-skala, og udgøres af de tre grundakkorder inden for funktionsharmonik: Tonika, subdominant og dominant. 
I C-dur er disse akkorder:
- Tonika (Forkortet T): C-dur
- Subdominant (Forkortet S): F-dur
- Dominant (Forkortet D): G-dur

Man beskæftiger sig yderligere med parallelakkorder, som er dannet som mol-akkorder en lille terts under udgangspunktet. 
I C-dur er parallelakkorderne:
- Tonikaparallel (Forkortet Tp): A-mol
- Subdominantparallel (Forkortet Sp): D-mol
- Dominantparallel (Forkortet Dp): E-mol

Spilles musikken i en anden toneart end C-dur, vil intervallerne mellem de forskellige være uændret. I Kvintcirklen kan det visualiseres ved at det interne forhold mellem akkorderne er uændret, men at grundtonen skifter. 

## Begreber
Desuden findes der begreber som;
- Ufuldkommen dominant: Dominant 7-akkord hvor grundtonen er udeladt. I C-dur er dette en Hmb5-akkord i 1.omvending (tonerne: d, f og h).
- Subdominant 6-akkord: subdominant med tilføjet sekst. I C-dur er dette en F6-akkord (tonerne: f, a, c og d).
- Ufuldkommen subdominant: Subdominant-6 hvor kvinten er udeladt (svarer til subdominant-parallel men med dennes terts som grundtone).
- Dominant-none akkord: Dominant-7 akkord hvor en none er tilføjet.
- Bidominant: Dominant-akkord, hvis toner ligger uden for den givne toneart. F.eks. kan det i en C-dur være en D-akkord, hvis terts leder videre til tonikaens (C) dominant, G eller en A-akkord, hvis terts leder videre til bidominanten D osv. Se nedenfor i dominantkæder.
- Tritonus-substitution: Dominant-septimakkord der er erstattet af en tritonusbeslægtet dominant-septimakkord. I G-dur er dette en Db-akkord, da tonerne db og g er tritonusbeslægtede. Denne akkord kaldes også for en neapolitansk subdominant. Tritonus-substitutioner er meget anvendte i jazz, men forekommer også sjældent hos andre musikgenrer.

## Funktionsharmonisk analyse
I en funktionsharmonisk analyse undersøger man et stykke musiks harmoniske sammensætning og udvikling ud fra grundtonen. Funktionsteoriens tre hovedfunktioner, Tonika, Subdominant og Dominant danner udgangspunktet, og så kan man tilføje paralleltonearter og de funktioner, som ses under overskriften begreber,

Her er et eksempel på en akkordrække i D-dur:

Funtionsharmonisk analyse:   ||  T | S6  | Sp  | D  |                Dp7       |         Tp        |          Sp7        |          D7  | |  
Akkorder:                                  || D              | G6              | Em              | A              |  F#7              | Hm              | Bb7              | A7              ||
F#7 fungerer som Bidominant til Hm som er tonikaparallel.
Bb7 fungerer som en tritonussubstitueret bidominant til A7 som er dominant. Man kan se det som om at Em (Sp) er lavet til E7 (Bidominant til femte trin), og derefter tritonussubstitueret til Bb7.

## Dominantkæder

### Dominantkæde i C-dur
```
E7  →   A7  →   D7  →   G7  →   C
```

Bidominanter og vekseldominanter kan naturligvis også tritonus-substitueres. I en dominantkæde, hvor hver anden akkord er tritonus-substitueret, vil der således være en faldende lille sekund mellem hver akkordgrundtone. Herunder ses en dominantkæde, hvor hver anden akkord er tritonus-substitueret.

### Altereret dominantkæde i C-dur
```
E  →   E
b
  →   D  →   D
b
  →   C
```